# Shun Mitaka
Shun Mitaka (三鷹 瞬?, Mitaka Shun) è un personaggio inventato nella serie manga e anime Maison Ikkoku - Cara dolce Kyoko, della mangaka Rumiko Takahashi. Il suo personaggio è doppiato in lingua giapponese da Akira Kamiya, mentre in italiano prima da Stefano Onofri ed in seguito da Massimo Milazzo.

## Storia del personaggio
Shun Mitaka è il primogenito trentunenne di una ricca famiglia di Tokyo. I suoi genitori vengono raramente mostrati, e a seguire gli interessi dei Mitaka sembra occuparsi principalmente uno zio, molto presente nella seconda parte della serie, quando cerca di convincerlo a sposarsi con la figlia di importanti clienti della sua banca, Asuna Kujō. Mitaka ha anche una sorella minore, che però viene mostrata soltanto in fotografia. Shun lavora come insegnante in un circolo di tennis, al quale si iscrivono Ichinose e Kyoko. Mitaka immediatamente mostra interesse nei confronti della bella Kyoko, al punto di arrivare ad ignorare le altre iscritte al circolo. Dopo pochissimi giorni di "lezioni", Mitaka comincia un serrato corteggiamento nei confronti della ragazza. Mitaka è un uomo molto apprezzato dalle donne, e anche Kyoko sembra non essere indifferente al fascino di Mitaka.
Il principale antagonista di Mitaka chiaramente è Yūsaku Godai. Normalmente Mitaka ha un atteggiamento amichevole e disponibile nei confronti di Godai quando Kyoko è nei paraggi, per dimostrarsi invece molto più pungente e dispettoso quando i due uomini sono a confronto. In realtà Mitaka si può definire un "avversario" corretto: pur utilizzando tutti i propri mezzi a disposizione, non ha mai cercato di mettere Godai in cattiva luce agli occhi di Kyoko, né ha mai fatto riferimento al fatto che Godai si vedesse anche con Kozue. Inoltre in diverse occasioni Mitaka e Godai hanno avuto momenti di solidarietà, specie quando si è trattato di dover condividere le proprie frustrazioni nei confronti dell'atteggiamento irrisoluto e ambiguo di Kyoko.
Un grande ostacolo per Mitaka nel corteggiamento di Kyoko è la sua cinofobia. A causa di un trauma infantile, Mitaka perde letteralmente il senno quando si trova nelle vicinanze di un cane, pertanto Soichiro rappresenta un serio problema per arrivare a Kyoko. Per Godai questo rappresenta un punto assolutamente a suo favore, ma in breve tempo, Mitaka riuscirà a superare questa sua paura, adottando egli stesso un cagnolino di nome McEnroe. Ironicamente sarà proprio McEnroe a metterlo definitivamente "nei guai" con Asuna. Infatti McEnroe ingraviderà la cagnetta di Asuna, Salad, ma quando Asuna tenterà di dirlo a Mitaka, un fraintendimento gli farà credere che è Asuna ad essere incinta. Poco tempo prima infatti, Mitaka, ubriaco, aveva passato la notte con Asuna. Pur avendo soltanto dormito, Mitaka non avrà alcun ricordo di quella notte, e quindi si convincerà di aver "fatto qualcosa" con Asuna. Sarà solo in questo modo che Mitaka accetterà il matrimonio con Asuna. Nonostante le premesse, il matrimonio fra i due si rivelerà tutto sommato felice, e il giorno delle nozze di Kyoko e Godai, Mitaka e Asuna faranno visita agli sposi annunciando la gravidanza di Asuna. Asuna dà alla luce due gemelle, Moe e Mei, ed in seguito rimane incinta di un altro bebè.

## Personalità
Shun, in netto contrasto con Yūsaku Godai, è facoltoso, educato e proviene da una famiglia ricca. Anche per tale ragione, probabilmente, Mitaka può apparire tanto gentiluomo con le signore quanto arrogante con gli uomini. Questa sua dualità probabilmente però deriva semplicemente dalla sua rivalità con Godai. Un'altra caratteristica del personaggio di Mitaka è il costante scintillio del suo affascinante sorriso bianchissimo. Mitaka è decisamente popolare con le donne (anche Akemi non nasconde un forte interessamento per l'uomo), e ha la fama di essere un playboy. Nonostante molte delle azioni che hanno portato a Mitaka questa fama si risolvano spesso in maniera innocente, Mitaka stesso in una occasione ha ammesso di aver avuto diverse relazioni.

## Il nome
Seguendo il gioco di parole presente nei cognomi di tutti gli inquilini della Maison Ikkoku, anche il cognome Mitaka è legato ad un numero. L'ideogramma Mi (三) infatti vuol dire "tre", nonostante all'interno della pensione la stanza numero tre sia vuota (solamente nell'anime è occupata per qualche episodio da Zenzaburo Mitsukoshi).